# Катлийн Удиуис
Катлийн Ерин Хог Удиуис (на английски: Kathleen Erin Hogg Woodiwiss), фамилията неправилно изписвана като Удиуиз, е американска писателка, създателка на историческата дамска проза (исторически романс) с романа „Пламъкът и цветето“, публикувани през 1972 г.

## Биография

### Ранни години
Катлийн Ерин Хог е родена в Александрия, Луизиана, САЩ, и е най-малкото от осемте деца на Чарлз Уингроув Хог, ветеран от Първата световна война, и неговата съпруга, Гладис (Кукър). Баща ѝ починал внезапно, когато била на дванадесет, оставена на грижите на майка си и по-големите си сестри.
На шестнадесет години, танцувайки тя се запознава c Рос Юджийн Удиуис – втори лейтенант във Военновъздушните сили на Съединените американски щати. Сключват брак през следващата 1956 г., на 20 юли. Tя се записва в местното училище и завършва през 1957 г. Поради военната кариера на мъжа ѝ, живеят в Япония, където тя работи на половин ден като модел за американска модна агенция. След половин година в Япония се преместват в Топика и после се установяват в Минесота. През тези години тя се опитва да напише роман няколко пъти, но всеки път спира в чувството на неудовлетвореност заради най-бавното темпо на писане. След подарената ѝ за Коледа електрическа пишеща машина, тя започва написването на своя роман.

### Писателска кариера
Нейният дебютен роман, „Пламъкът и цветето“, е отхвърлен поради дължината си от 600 страници. Тя пренаписва романа. Първият издател в нейния списък, Avon, издава романа. Легендарната редакторка Нанси Кофи издава романа в тираж 500 000 броя. Романсът „Пламъкът и цветето“ се продава в тираж 2,3 милиона копия за първите 4 години от издаването му. Успехът на този роман предизвиква нов стил на писане романс, който се концентрира предимно върху исторически романи, в проследяване на моногамни отношения между безпомощни героини и героя, който ги спасява в опасност.
Удиуис публикува 12 бестселъра с над 36 милиона копия. Тя е позната и оценена с качеството на своите романи в сравнение с количеството. Най-често ѝ е нужно време от 4 до 5 години да напише роман.
Всеки един от нейните романи пресъздава различна епоха, включително и Американската гражданска война, 18 век в Англия или Саксония по време на Уилям Завоевателя. Героините на романите са силни и волеви млади жени с „искра за живот и самоопределяне“. Удиуис описва своите романи като „приказки“, като „бягство за читателя“, като филмите на Ерол Флин.

### Последни години
В последните си години Удиуис е запален жокей, живеещ в голям дом (с площ 55 акра) в Минесота. След смъртта на съпруга си през 1996 г., тя се връща в Луизиана. Умира в болница в Принстън, Минесота, на 68 години, след тежко боледуване от рак. Tя има трима сина, от които двама живи – Шон и Хийт, а третият ѝ син Доорин умира преди нея.
Последната ѝ книга Everlasting излиза на 30 октомври 2007 година.

### Серия „Сага за семейство Бирмингам“ (Birmingham Family Saga)
1. Пламъкът и цветето, The Flame and the Flower (1972)
2. Целувката – Фен превод, The Kiss (1995) – в сборника „Three Weddings and a Kiss“ – разказ
3. Beyond the Kiss (1996) – в сборника „Married at Midnight“ – разказ
4. След целувката, A Season Beyond a Kiss (2000)
5. Неуловимият пламък, The Elusive Flame (1998)

### Самостоятелни романи
- Вълкът и гълъбицата, The Wolf and the Dove (1974)
- Шана, Shanna (1977)
- Като пепел във вихъра, Ashes in the Wind (1980)
- Роза през зимата, A Rose in Winter (1982)
- Любимият непознат, Come Love a Stranger (1984)
- Сълзи от злато, So Worthy My Love (1989)
- Завинаги в твоята прегръдка, Forever in Your Embrace (1992)
- Като цвят по течението, Petals on the River (1997)
- The Reluctant Suitor (2003)
- Everlasting (2007)

### Сборници
- Three Weddings and a Kiss (1995) – с Катрин Андерсън, Лорета Чейс и Лайза Клейпас
- Married at Midnight (1996) – с Джо Бевърли, Таня Ан Кросби и Саманта Джеймс